# Geraldo Hoogvliets
Geraldo Hoogvliets (Hoorn, 14 juni 1992) is een Nederlands voormalig voetballer die doorgaans speelde als linksback. Tussen 2010 en 2013 was hij actief voor FC Volendam en Telstar.

## Carrière
Hoogvliets begon zijn carrière in de jeugdopleiding van FC Volendam, die hij doorliep alvorens hij op 15 november 2010 zijn debuut maakte, in een thuiswedstrijd tegen Go Ahead Eagles (2–1 winst). In dit duel verving hij in de tweede helft Frank Schilder. Twee jaar en drie extra wedstrijden later stapte de verdediger over naar Telstar, waar hij meer zou spelen. Zijn eerste wedstrijd speelde hij op 17 augustus 2012, tegen AGOVV Apeldoorn. Op 29 januari 2013 besloot de clubleiding van Telstar om Hoogvliets weg te sturen. Op een training zou de verdediger namelijk een handgemeen hebben gehad met een teamgenoot, wat door coach Marcel Keizer totaal niet op prijs gesteld werd.